# Битка при Кабала
Битката при/на Кабала e битка в Сицилия между Картаген и Сиракуза, състояла се около 378 г. пр.н.е. или според алтернативна версия – в 375 г. пр.н.е. Точната година на битката не е сигурна .
Дионисий I Стари командва силите на Сиракуза, докато Магон II предвожда картагенците. Диодор твърди, че Магон е убит и картагенците оставят 10 000 мъртви, а други 5000 са взети в плен.